# ییوینا (ناحیه ملادا بولسلاف)
ییوینا (به چکی: Jivina) یک منطقهٔ مسکونی در جمهوری چک است که در ناحیه ملادا بولسلاو واقع شده‌است.